# Saison 2011 des Phillies de Philadelphie
La saison 2011 des Phillies de Philadelphie est la 129e saison en ligue majeure pour cette franchise.
Avec un record d'équipe de 102 victoires, les Phillies remportent pour la cinquième fois en cinq ans le titre de la division Est de la Ligue nationale. Avec 3 680 718 spectateurs passant les guichets du Citizens Bank Park en 2011, l'équipe est celle qui attire le plus de spectateurs en 2011.
Le parcours des Phillies en séries éliminatoires s'arrête par une décevante élimination dès le premier tour aux mains des Cardinals de Saint-Louis.

## Intersaison

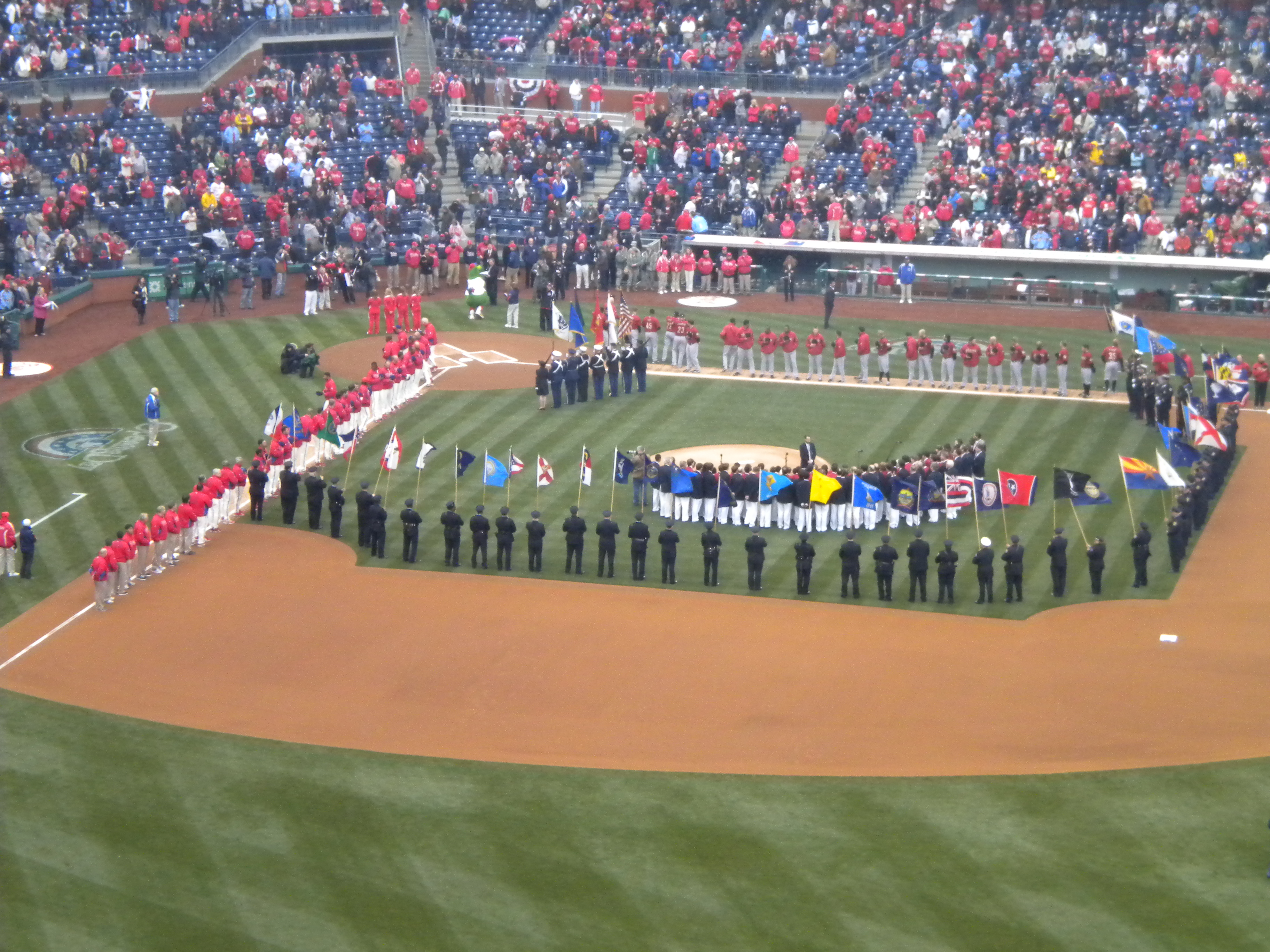
Photo du match d'ouverture de la saison 2011 des Phillies de Philadelphie.

### Arrivées
Devenu agent libre en novembre, le lanceur partant Cliff Lee repousse des offres très généreuses des Rangers du Texas et des Yankees de New York, pour s'engager le 15 décembre avec les Phillies de Philadelphie pour 120 millions de dollars sur cinq ans.
Le releveur Brian Schlitter rejoint les Phillies le 15 février via un ballottage.
Le 21 mars, le joueur de deuxième but Luis Castillo s'engage chez les Phillies via un contrat de ligues mineures.

### Départs
Chad Durbin, Jamie Moyer, Nate Robertson, Paul Hoover, Greg Dobbs, Cody Ransom et Mike Sweeney deviennent agents libres et quittent le club.

### Grapefruit League
36 rencontres de préparation sont programmées du 24 février au 30 mars à l'occasion de cet entraînement de printemps 2011 des Phillies.
Les Phillies ouvrent le bal en blanchissant les universitaires des Florida State Seminoles, 8-0.
Avec 21 victoires et 14 défaites, les Phillies terminent deuxièmes de la Grapefruit League et enregistrent la quatrième meilleure performance des clubs de la Ligue nationale.

## Saison régulière

### Classement
| Ligue nationale (Division Est) | V   | D  | %    | GB  |
| ------------------------------ | --- | -- | ---- | --- |
| Phillies de Philadelphie       | 102 | 60 | .630 | -   |
| Braves d'Atlanta               | 89  | 73 | .549 | 13  |
| Nationals de Washington        | 80  | 81 | .497 | 21½ |
| Mets de New York               | 77  | 85 | .475 | 25  |
| Marlins de la Floride          | 72  | 90 | .444 | 30  |

### Résultats
| Légende               | Légende              | Légende       |
| victoire des Phillies | défaite des Phillies | match reporté |
| --------------------- | -------------------- | ------------- |

#### Mai
| #  | Date    | Adversaire  | Score      | Victoire       | Défaite        | Sauvetage | Affluence | Bilan |
| -- | ------- | ----------- | ---------- | -------------- | -------------- | --------- | --------- | ----- |
| 27 | 1er mai | Mets        | 2 - 1 (14) | Buchholz (1-0) | Kendrick (1-2) |           | 45 713    | 18-9  |
| 28 | 3 mai   | Nationals   |            |                |                |           |           |       |
| 29 | 4 mai   | Nationals   |            |                |                |           |           |       |
| 30 | 5 mai   | Nationals   |            |                |                |           |           |       |
| 31 | 6 mai   | Braves      |            |                |                |           |           |       |
| 32 | 7 mai   | Braves      |            |                |                |           |           |       |
| 33 | 8 mai   | Braves      |            |                |                |           |           |       |
| 34 | 9 mai   | @ Marlins   |            |                |                |           |           |       |
| 35 | 10 mai  | @ Marlins   |            |                |                |           |           |       |
| 36 | 11 mai  | @ Marlins   |            |                |                |           |           |       |
| 37 | 13 mai  | @ Braves    |            |                |                |           |           |       |
| 38 | 14 mai  | @ Braves    |            |                |                |           |           |       |
| 39 | 15 mai  | @ Braves    |            |                |                |           |           |       |
| 40 | 16 mai  | @ Cardinals |            |                |                |           |           |       |
| 41 | 17 mai  | @ Cardinals |            |                |                |           |           |       |
| 42 | 18 mai  | Rockies     |            |                |                |           |           |       |
| 43 | 19 mai  | Rockies     |            |                |                |           |           |       |
| 44 | 20 mai  | Rangers     |            |                |                |           |           |       |
| 45 | 21 mai  | Rangers     |            |                |                |           |           |       |
| 46 | 22 mai  | Rangers     |            |                |                |           |           |       |
| 47 | 23 mai  | @ Reds      |            |                |                |           |           |       |
| 48 | 24 mai  | @ Reds      |            |                |                |           |           |       |
| 49 | 25 mai  | @ Reds      |            |                |                |           |           |       |
| 50 | 26 mai  | @ Reds      |            |                |                |           |           |       |
| 51 | 27 mai  | @ Mets      |            |                |                |           |           |       |
| 52 | 28 mai  | @ Mets      |            |                |                |           |           |       |
| 53 | 29 mai  | @ Mets      |            |                |                |           |           |       |
| 54 | 30 mai  | @ Nationals |            |                |                |           |           |       |
| 55 | 31 mai  | @ Nationals |            |                |                |           |           |       |

## Draft
La Draft MLB 2011 se tient du 6 au 8 juin 2011 à Secaucus (New Jersey). Les Phillies ont perdu leur choix au premier tour en recrutant Cliff Lee.

## Affiliations en ligues mineures
| Niveau     | Equipe                     | Ligue                    | Manager          | Vic. | Déf. | Classement |
| ---------- | -------------------------- | ------------------------ | ---------------- | ---- | ---- | ---------- |
| AAA        | Lehigh Valley IronPigs     | International League     | Ryne Sandberg    |      |      |            |
| AA         | Reading Phillies           | Eastern League           | Mark Parent      |      |      |            |
| Advanced A | Threshers de Clearwater    | Florida State League     | Dusty Wathan     |      |      |            |
| A          | Lakewood BlueClaws         | South Atlantic League    | Chris Truby      |      |      |            |
| A          | Williamsport Crosscutters  | New York - Penn League   | Mickey Morandini |      |      |            |
| Rookie     | Gulf Coast League Phillies | Gulf Coast League        | Roly de Armas    |      |      |            |
| Rookie     | DSL Phillies               | Dominican Summer League  |                  |      |      |            |
| Rookie     | VSL Phillies               | Venezuelan Summer League |                  |      |      |            |